# 上川一哉
上川 一哉 （かみかわ かずや、1986年10月7日 - ）は、日本のミュージカル俳優である。島根県益田市出身。サンライズプロデュース所属。

## 来歴
ライオンキングを観劇し、2004年の劇団四季のオーディションに参加、幼少の頃からバレエ・ダンスなどをしてきた人たちの中から、見事合格。2005年に劇団四季研究所へ入所する。人間になりたがった猫で初舞台をふみ、のちに主役であるライオネルも務めた。2011年2012年東北公演「ユタと不思議な仲間たち」にも主人公の1人として参加していた。2021年12月31日付けで劇団四季を退団したことを2022年1月1日に開設した自身の公式インスタグラムで発表した。四季退団後の2月22日に株式会社サンライズプロモーションに所属することと公式サイトおよび公式ファンクラブ開設を自身の自身の公式インスタグラムで発表した。

## 人物
中学生の頃から、ストリートダンスをしており、「よさこい踊り」などにも参加。
中学時代、陸上部とサッカー部に所属し、100メートル11秒01の記録を持つ。

## 出演作品

### 舞台
- ウェストサイド物語 - リフ 役
- 人間になりたがった猫 - ライオネル 役（アンサンブル）
- エビータ - アンサンブル
- 夢から醒めた夢 - アンサンブル
- ウィキッド - フィエロ 役（アンサンブル）
- 春のめざめ - メルヒオール 役
- キャッツ - マンゴジェリー / ラム・タム・タガー 役
- ユタと不思議な仲間たち - ユタ 役
- はだかの王様 - ペテン師スリッパ 役
- リトルマーメイド - エリック 役
- コーラスライン - マイク / ポール 役
- 恋におちたシェイクスピア - ウィリアム・シェイクスピア 役
- ミュージカル『フィスト・オブ・ノーススター～北斗の拳～』（2022年）- ジュウザ 役[1]
- オリジナルミュージカル「りんご」（2022年） - 山下川 役[2]
- ジキル&ハイド（2023年） - ジョン・アターソン 役[3]
- ムーラン・ルージュ！ザ・ミュージカル（2023年・2024年） - トゥールーズ＝ロートレック 役[4][5]
- イザボー（2024年） - オルレアン公ルイ 役[6][7]
- 20世紀号に乗って（2024年） - オーウェン・オマリー 役[8]
- The Gentlemen's（2024年）[9]
- 翼の創世記 Genesis of Wings（2024年）[10]
- ミュージカル『ケイン&アベル』（2025年） - ジョージ・ノヴァク 役[11]
- reading live Story of Aesops（2025年）[12]
- ブロードウェイミュージカル『A Year with Frog and Toad〜がまくんとかえるくん』（2025年）[13]
- ミュージカル『ある男』（2025年） - 谷口大祐 役[14][15]
- ミュージカル『メリー・ポピンズ』（2026年）- バート 役 ※大貫勇輔、小野田龍之介とのトリプルキャスト[16]

### CD
- リトルマーメイド - エリック 役
- ウィキッド - アンサンブル

### DVD
- ユタと不思議な仲間たち - ユタ 役
- 人間になりたがった猫 - ライオネル 役